# Franz Bertsch
Franz Bertsch (vollständiger Name: Franz Hermann Bertsch, * 24. Dezember 1868 in Stuttgart-Kaltental; † 15. Mai 1951 in Stuttgart-Vaihingen) war ein württembergischer Oberamtmann und Landrat.

## Leben
Bertschs Vater war Kaminfegermeister von Beruf. Franz Bertsch trat nach dem Jurastudium, unter anderem in Tübingen, 1896 in die württembergische Innenverwaltung ein. Ab 1900 war er Amtmann im Oberamt Künzelsau. Zwischendurch wurde er auch in Ludwigsburg, beim Medizinalkollegium und bei der Regierung des Donaukreises in Ulm verwendet. 1907/08 war er Amtsverweser in Künzelsau und von 1915 bis 1917 Amtsverweser in Marbach. Ab 1918 hatte Bertsch den Posten des Oberamtsvorstands in Welzheim inne, desgleichen 1824 in Herrenberg, bevor er 1928 Landrat in Blaubeuren wurde. Am 30. September 1933 wurde er vorzeitig pensioniert, nachdem er durch das Innenministerium dazu aufgefordert worden war.